# جائزة بلجيكا الكبرى 1988
جائزة بلجيكا الكبرى 1988 هو سباق فورمولا 1 أقيم بتاريخ 28 أغسطس 1988 في حلبة دي سبا فرانكورشومب، حمام معدني، بلجيكا. كان الحادي عشر من أصل 16 في بطولة العالم لسباقات الفورمولا واحد موسم 1988. حلّ البرازيلي آيرتون سينا أولا بينما جاء الفرنسي ألن بروست في المركز الثاني وحصل على المركز الثالث الإيطالي إيفان كابيلي.

## وصلات خارجية
- الموقع الرسمي